# 1998年8月逝世人物列表
1998年逝世人物列表：1月 - 2月 - 3月 - 4月 - 5月 - 6月 - 7月 - 8月 - 9月 - 10月 - 11月 - 12月
1998年8月逝世人物列表，是用於匯總1998年8月期間逝世人物的列表。

## 依日期排序

### 1日
- 喬爾·巴爾，82歲，美國蘇聯間諜。[1]
- 伊娃·巴托克，71歲，匈牙利裔英國女演員。[2]
- 倫鄧肯，87歲，美國賽車手。
- 諾曼·克萊茲曼，69歲，美國學者[3]
- 約瑟夫·魯德爾，82歲，捷克足球運動員。[4]
- 弗朗斯·米赫利奇，91歲，斯洛維尼亞畫家。[5]
- 雷·里格比，49歲，澳大利亞鉛球運動員、舉重運動員和奧運選手。[6]

### 2日
- 奧托·邦貝爾，84歲，巴西足球運動員和教練。[7]
- 梅皮·科爾特斯，88歲，波多黎各女演員[8]
- 湯米法伊爾，69歲，美國詞曲作者和歌手，心臟病發作。[9]
- 吉姆·哈德諾，58歲，美國籃球運動員。[10]
- 莎莉·劉易斯，65歲，美國口技師和木偶師，病毒性肺炎。[11]

### 3日
- 羅尼·布恩，89歲，威爾士橄欖球運動員。[12]
- 弗朗西斯科·澤維爾·布爾托，86歲，西班牙商人。
- 小池礼三，82歲，日本游泳運動員，奧運獎牌得主[13]
- 阿尔弗雷德·施尼特凯，63歲，德俄混血作曲家[14]
- 艾倫·沃爾什，81歲，英澳物理學家，原子吸收光譜學的創始人。

### 4日
- 尤里·阿尔秋欣，68歲，蘇聯和俄羅斯宇航員和工程師，死於癌症。
- 卡門·迪莉婭·迪皮尼，70歲，波多黎各歌手。
- 理查·鄧恩，54歲，英國電視主管。[15]
- 湯瑪斯·約瑟夫·麥克多諾，86歲，美國羅馬天主教會主教。[16]
- 卡爾希·阿卜杜勒·拉希姆·薩拉姆，62歲，葉門詩人和劇作家。

### 5日
- 阿瑟·庫勒爾斯，82歲，比利時足球運動員。[17]
- 凱薩布·錢德拉·戈戈伊，73歲，印度政治家。
- 艾伯特·約翰遜，80歲，英國橄欖球運動員。
- 奧托·克雷奇默，86歲，第二次世界大戰期間德國U艇指揮官，死於划船事故。
- 布里特·林德伯格，70歲，瑞典作詞家、歌手、作曲家和作家。
- 葉夫根尼·沙巴耶夫，25歲，俄羅斯藝術體操運動員，心臟病發作而死。
- 埃爾登·尚布林，82歲，美國吉他手和編曲家。[18]
- 尤金·L·斯圖爾特，78歲，美國律師和法學教授。[19]
- 托多尔·日夫科夫，86歲，保加利亞政治家，保加利亞前總統[20]

### 6日
- 盧修一，57歲，台灣政治人物。
- 亨克·博斯維爾德，57歲，荷蘭足球運動員，心臟病發作而死。[21]
- 傑克·布里克豪斯，82歲，美國體育節目主持人，心臟病發作而死。[22]
- 弗朗西斯科·卡波卡薩萊，81歲，義大利足球運動員和教練。[23]
- 納特·戈內拉，90歲，英國爵士小號手，樂隊領隊和歌手。
- 安德烈·韋伊，92歲，法國數學家。[24]
- 邓兆祥，95歲，中國人民政治協商會議全國委員會副主席，开国少将。

### 7日
- 理查·W·費洛斯，83歲，美國空軍軍官。
- 威廉·希西，94歲，美國植物學家。[25]
- 迪克·奧芬哈默，85歲，美式足球和棒球運動員兼教練。
- 佩吉潘戈，69歲，南非女演員和歌手。
- 哈裡·圖佐，80歲，英國陸軍將軍。[26]

### 8日
- 薩姆·巴爾特，88歲，美國籃球運動員和體育節目主持人。[27]
- 朱利奧·佈雷西，76歲，義大利公路自行車運動員。[28]
- 雷蒙德·E·布朗，70歲，美國天主教神父。[29]
- 芭芭拉·伯克，81歲，英國和南非短跑運動員，奧運獎牌得主。[30]
- 伊黛拉瓊斯柴爾茲，95歲，美國歷史學家和民權運動家。
- 安娜·哈里森，85歲，美國有機化學家、化學教授。[31]
- 村山聖，29歲，日本將棋選手，死於膀胱癌。
- 沃爾特·梅洛，33歲，義大利長跑運動員，死於登山事故。
- 達格芬·尼爾森，78歲，挪威足球運動員。
- 傑瑪娜·保列裡，91歲，義大利女演員。
- 傑西·普萊斯，77歲，美國政治家。
- 拉斯洛·薩博，81歲，匈牙利國際象棋特級大師。
- 安昂·維塔薩，67歲，印尼足球運動員。[32]

### 9日
- 周绍勋，64歲，中國人民解放軍海軍少將。
- 托尼·貝克，53歲，美式橄欖球運動員[33]
- 比亞內·博，91歲，挪威演員。
- 布倫希爾德·豪格蘭，93歲，美國政治家。[34]
- 第9代澤西伯爵喬治·柴爾德·維利爾斯，88歲，英國貴族和政治家，心臟病發作而死。
- 弗蘭基·魯伊斯，40歲，波多黎各歌手和詞曲作者.[35]
- 弗朗西斯科·祖尼加，85歲，哥斯大黎加-墨西哥藝術家。[36]

### 10日
- 貝金·貝里沙，32歲，科索沃阿爾巴尼亞士兵，在行動中陣亡。
- 查克·費南博克，80歲，美式橄欖球運動員。
- 西德尼·W·福克斯，86歲，美國生物化學家。[37]
- 約翰·墨菲，47歲，北愛爾蘭忠誠者，死於車禍。
- 普雷姆吉，89歲，印度演員和社會改革家。
- 哈比卜·哈桑·圖馬，63歲，巴勒斯坦作曲家和民族音樂學家。[38]

### 11日
- 巴德·庫珀，85歲，美國橄欖球運動員。[39]
- 海因茨·多普夫，59歲，奧地利雙人滑運動員。[40]
- 德里克·紐瓦克，65歲，英國演員，肝衰竭后心臟病發作而死。[41]
- 尼基·維斯塔潘，11歲，荷蘭凶殺案受害者[42]
- 謝爾蓋·馮索夫斯基，87歲，蘇聯物理學家。
- 班尼沃特斯，96歲，美國爵士薩克斯管演奏家和單簧管演奏家。[43]

### 12日
- 赫蘇斯·洛羅尼奧，72歲，西班牙公路自行車運動員。[44]
- D.R.納加拉吉，44歲，印度作家和文化評論家。[45]
- 加齊·沙姆蘇爾·拉赫曼，孟加拉國律師、作家和電視名人。
- C·迪克曼·威廉姆斯，美國律師和言論自由宣導者。[46]

### 13日
- 尼諾費雷爾，63歲，法國歌手、詞曲作者和作家，自殺身亡。[47]
- 愛德華·金茲頓，82歲，烏克蘭裔美國工程師。[48]
- 朱利安·格拉克，97歲，美國作家。[49]
- 瓦內塔·霍伊特，52歲，美國連環殺手，死於胰腺癌。
- 卡爾·胡本撒爾，81歲，美國漫畫家，死於癌症。
- 拉斐爾·羅伯斯，50歲，美國棒球運動員。[50]
- S.羅森伯格，46歲，澳大利亞喜劇演員，作家和女演員，死於交通事故。[51]

### 14日
- 伊芙·博斯韋爾，76歲，英國流行歌手。[52]
- 加里·埃文斯，43歲，美國小偷和連環殺手，自殺身亡。[53]
- 道格·弗萊明，68歲，澳大利亞橄欖球聯盟足球運動員。
- 漢斯-約阿希姆·庫倫坎普夫，77歲，德國演員和電視節目主持人，死於胰腺癌。[54]
- 羅斯瑪麗·馬丁，61歲，英國女演員。
- 澤維爾·米塞拉克斯，61歲，西班牙攝影師，死於肺癌。[55]
- 查爾默斯·威利，77歲，美國政治家。[56]

### 15日
- 馬克阿克斯特里姆，44歲，加拿大演員兼替身演員，頭部因特效爆炸而受傷，頭部外傷。[57]
- 卡洛利·波林斯基，76歲，匈牙利化學工程師和政治家。[58]
- 比爾·希爾，75歲，加拿大冰球運動員。[59]
- 馬丁科·奧斯瓦爾德，薩·納羅迪爾

### 16日
- 多米尼克·達夫雷，79歲，法國女演員。[60]
- 華萊士·福利，89歲，美國作家和學者。[61]
- 菲爾·利茲，82歲，美國演員[62]
- 弗兰克·刘易斯，85歲，美國摔跤運動員和奧運冠軍。[63]
- 艾倫·瑪麗恩，59歲，法國長笛演奏家，心臟病發作而死。
- 吉姆·默里，78歲，美國體育作家，普利策獎得主。[64]
- 肯尼斯·斯塔福德·諾裡斯，74歲，美國海洋哺乳動物生物學家、環保主義者和博物學家。[65]
- 多蘿西·韋斯特，91歲，美國小說家和短篇小說作家。[66]

### 17日
- 师哲，93歲，中共中央马恩列斯著作编译局局长，中共山東省委書記處書記。
- 羅伯特·B·埃文斯，92歲，美國汽車行業高管。[67]
- 特裡·加文，61歲，加拿大職業摔跤手，死於癌症。[68]
- 瓦迪斯瓦夫·科瑪律，58歲，波蘭鉛球推桿手和演員，死於車禍。
- 約翰尼·利彭，75歲，美國棒球運動員。
- 麗塔羅蘭，83歲，德裔美國電影剪輯師。
- 歐文·索爾，73歲，美國社會主義者，民權活動家和肺氣腫調查員。[69]

### 18日
- 普羅蒂瑪·貝迪，49歲，印度模特，山體滑坡而死。
- 賓尼斯·賓，62歲，美籍華裔藝術家。
- 哈里·J·卡加斯，66歲，美國學者、作家。[70]
- 霍伊特·C·霍特爾，95歲，美國化學工程師和學者。
- 佩西斯·坎巴塔，49歲，印度模特和女演員，心臟病發作而死。[71]
- 庫爾特·舒特，88歲，德國數學家。
- 肖恩·沙姆洛克，23歲，美國職業摔角手，與警察發生爭執。[72]
- 奧托·維希特爾，84歲，捷克化學家。[73]

### 19日
- 瓦西里·阿爾希波夫，72歲，古巴導彈危機期間的蘇聯海軍軍官，死於腎癌。
- 安妮·阿斯奎斯，81歲，英國密碼破譯者。[74]
- 勞倫斯·J·富勒，83歲，美國陸軍少將，心臟病發作而死。[75]
- 馬克斯·霍爾斯特，84歲，法國航空工程師。[76]
- 鮑裡斯·鮑里索維奇·卡多姆采夫，69歲，俄羅斯等離子體物理學家。
- 伊爾瓦·利加布，66歲，義大利歌劇女高音。[77]
- 西爾維婭·斯塔爾曼，69歲，美國女高音。[78]
- 尤里·亞帕，70歲，蘇聯和俄羅斯理論物理學家。

### 20日
- 吉米·布魯斯特，96歲，美國橄欖球運動員。
- 薇薇安·布朗，56歲，美國短跑運動員和奧運選手。[79]
- 伊萬·戈德列夫斯基，90歲，蘇聯和俄羅斯畫家。
- 奧列格·普羅科菲耶夫，69歲，藝術家、雕塑家和詩人。[80]
- 弗雷德·辛頓，88歲，美式橄欖球和棒球運動員。[81]
- 海迪·塔姆扎利，91歲，突尼西亞女演員、作家和電影製片人。
- 武文牡，84歲，南越南的最後一任總理。[82]

### 21日
- 漢斯·範·阿比倫，61歲，荷蘭行為遺傳學家。
- 路易士·達維拉，71歲，阿根廷演員，心臟病發作而死。[83]
- 弗朗茨·艾森納赫，80歲，二戰期間德國飛行王牌，鐵十字騎士十字勳章獲得者。
- 約翰·斯托普福德，61歲，英國橄欖球運動員。[84]
- 胡安妮塔·基德·斯托特，79歲，美國律師和法學家。[85]
- 萬達·托斯卡尼尼，90歲，鋼琴家弗拉基米爾·霍洛維茨的義大利妻子。[86]

### 22日
- 傑克·布裡格斯，78歲，美國演員。
- 山姆·庫珀，89歲，美國橄欖球運動員。[87]
- 丹寧頓男爵夫人伊芙琳·丹寧頓，91歲，英國政治家，心力衰竭而死。[88]
- 塞爾吉奧·菲奧倫蒂諾，70歲，義大利古典鋼琴家，心臟病發作而死。[89]
- 埃琳娜·加羅，81歲，墨西哥編劇、記者和小說家，心臟病發作而死。[90]
- 村山實，61歲，日本棒球運動員。[91]
- 吉米·斯基德莫爾，82歲，英國爵士男高音薩克斯手。
- 伍迪·斯蒂芬斯，84歲，美國純種賽馬訓練師，死於肺氣腫。[92]

### 23日
- 艾哈邁德·哈姆迪·博亞喬奧盧，78歲，土耳其法官。
- 尼古拉·科列索夫，42歲，俄羅斯足球運動員。[93]
- 阿萨多拉·拉杰瓦尔迪，伊朗保守派政治家和典獄長，被暗殺。
- 羅爾夫·索德，80歲，挪威電影演員。[94]
- 約翰·伍德科克，44歲，美式橄欖球運動員，心臟病發作而死。

### 24日
- 阿列克謝·安德烈耶維奇·安瑟姆，64歲，俄羅斯理論物理學家。
- 曼努埃爾·阿斯卡拉特，81歲，西班牙記者和共產主義政治家，死於癌症。[95]
- 傑里·克洛爾，71歲，美國單口喜劇演員。
- 查理斯·迪格斯，75歲，美國政治家，中風。[96]
- 曼努埃爾·阿爾瓦雷斯·希門尼斯，70歲，智利足球運動員。
- E.G.馬歇爾，84歲，美國演員[97]
- 吉恩·佩奇，58歲，美國作曲家、編曲家和唱片製作人。[98]
- 萊萬·薩納澤，70歲，喬治亞運動員和奧運獎牌得主。[99]
- 喬治·森夫特本，75歲，法國田徑自行車運動員。[100]
- 傑克·理查·威廉姆斯，88歲，美國電臺播音員和政治家，死於癌症。[101]

### 25日
- 米爾德里德·L·巴切爾德，96歲，美國圖書管理員。[102]
- 拉瑪律·克勞森，72歲，美國音樂會鋼琴家和室內音樂家。[103]
- 李·岡瑟，63歲，美國電影剪輯師，漫威製作公司聯合創始人，死於中風。
- 佛洛伊德·哈斯克爾，82歲，美國律師和政治家，肺炎。[104]
- 維亞切斯拉夫·科切馬索夫，79歲，俄羅斯外交官和政治家。
- 艾倫·馬卡特尼，57歲，蘇格蘭政治家，心臟病發作而死。
- 芭芭拉·曼德爾，78歲，英國記者、廣播員、新聞播報員和旅行作家。
- 鮑勃·蒙哥馬利，79歲，美國拳擊手，死於中風併發症。[105]
- 倫納特·尼曼，81歲，瑞典足球教練和體育管理員。
- 傑里·韋恩·帕裡什，54歲，美國陸軍下士和叛逃者，死於腎衰竭。
- 小劉易斯鮑威爾，90歲，美國律師和法學家，死於肺炎。[106]
- 加吉克·薩爾基相，72歲，亞美尼亞歷史學家。

### 26日
- 赵文进，85歲，中國人民解放軍將領、中國人民解放軍開國少將。
- 傑納羅·魯伊斯·卡馬喬，43歲，美國罪犯，被注射死刑。
- 韋德·多明格斯，32歲，美國演員、模特、歌手和舞者，呼吸衰竭而死。
- 佩妮·愛德華茲，70歲，美國女演員，死於肺癌。[107]
- 雷莫·賈佐托，87歲，義大利音樂學家、音樂評論家和作曲家。
- 傑克·哈倫，81歲，美國植物學家、農學家和植物收藏家。[108]
- 羅伯特·休伯納，84歲，美國醫生和病毒學家，死於肺炎。[109]
- 賈努斯·庫姆，33歲，愛沙尼亞-挪威自行車賽車手，自殺身亡。[110]
- 瑪格麗特·波特，72歲，英國作家。[111]
- 弗雷德里克·莱因斯，80歲，美國物理學家，諾貝爾物理學獎獲得者。[112]
- 田村隆一，75歲，日本詩人、散文家和翻譯家，死於食道癌。

### 27日
- 巴巴魯，56歲，菲律賓喜劇演員和演員，死於肝癌。
- 加里·E·布朗，75歲，美國政治家。[113]
- 陈金星，41歲，新加坡風帆衝浪運動員，死於交通事故。[114]
- 哈裡·詹森，85歲，澳大利亞政治家。
- 亨特·約翰遜，92歲，美國作曲家。[115]
- 詹尼·赫克特·盧卡里，76歲，義大利電影製片人和製片經理。[116]
- 西德·欧文，76歲，英格蘭足球運動員和教練。[117]
- 埃西·薩默斯，86歲，紐西蘭作家。[118]
- 瑪格麗特‧道勒‧威爾遜，59歲，美國哲學家和學者。[119]

### 28日
- 喬治·布奇，77歲，瑞士有機化學家和學者。[120]
- 鲁大东，83歲，中共重慶市委書記、重慶市革委會主任，四川省省長。
- 小林裕和，69歲，日本合氣道老師。
- 拉賈蒂南·阿羅基亞薩米·孫達拉姆，93歲，羅馬天主教主教。[121]
- 傑克·賴特，71歲，澳大利亞政治家，南澳大利亞州副州長（1982-1985）。
- 尼古拉·弗拉基米羅維奇·扎捷耶夫，72歲，俄羅斯潛艇艇員和蘇聯海軍軍官，死於肺癌。

### 29日
- 埃里克·阿斯穆森，84歲，丹麥建築師。
- 安托瓦內特·貝克爾，78歲，法裔德國兒童作家。
- 理查·比比，68歲，美國廣播名人，死於肺癌。[122]
- 米勒娃·貝納迪諾，多明尼加共和國外交官和女權主義者。[123]
- 查爾斯·亞瑟·費瑟斯，66歲，美國鄉村音樂和搖滾音樂家，死於中風。[124]
- 約翰·蘭斯頓·格沃特尼，69歲，美國作家和人類學家。[125]
- 弗朗西斯·哈默斯特羅姆，90歲，美國作家，博物學家和鳥類學家，死於癌症。[126]
- 拉爾夫·帕皮爾，84歲，阿根廷製作設計師、佈景設計師和電影導演。

### 30日
- 阿奇·格倫，69歲，蘇格蘭足球運動員。[127]
- 丹·庫比亞克，60歲，美國政治家和商人，死於心血管疾病。
- 米哈伊洛·米哈林娜，74歲，蘇聯-烏克蘭足球經理和教練。
- 丹尼茲·波普，35歲，瑞典DJ，音樂製作人和詞曲作者，死於胃癌。
- 歐文·西格爾，79歲，美國數學家。[128]
- 托斯·伍拉斯頓，88歲，紐西蘭畫家。[129]

### 31日
- 薩比哈·格克楚爾·埃爾巴伊，土耳其學校教師和政治家。
- 基斯·奧克斯利，63歲，南非橄欖球運動員，死於手術后併發症。[130]
- 奧格·波爾森，79歲，丹麥長跑運動員和奧運選手。[131]
- 笹岡繁藏，50歲，日本聲優，死於傷寒。